# 涅爾帕島
涅爾帕島是俄羅斯的島嶼，屬於法蘭士約瑟夫地群島的一部分，位於亞歷山大地島東南的巴倫支海，由阿爾漢格爾斯克州負責管轄，長200米、寬100米。